# أنابيل إليوت
أنابيل إليوت (بالإنجليزية: Annabel Elliot) مصممة ديكور بريطانية (ولدت يوم 2 فبراير من العام 1949) هي شقيقة  الملكة كاميلا زوجة تشارلز الثالث، ملك بريطانيا.